# ESSEC Business School
ESSEC Business School – europejska szkoła biznesowa posiadająca pięć kampusów: w Cergy, La Défense, Singapurze, Rabacie i na Mauritiusie. Została założona w 1907 roku. We Francji posiada status grande école.
W 2015 roku ESSEC uplasowała się na 16. miejscu pośród wszystkich szkół biznesowych w Europie. Szkoła została doceniona również w dziedzinie studiów menadżerskich – program Executive MBA zajął 45. miejsce w ogólnoświatowym rankingu programów typu Master of Business Administration (MBA).
Programy studiów realizowane przez ESSEC posiadają potrójną akredytację przyznaną przez AMBA, EQUIS oraz AACSB.
Wśród najznamienitszych absolwentów tej uczelni znajdują się między innymi: Gilles Rozier (francuski pisarz, piszący też w języku jidysz), Fleur Pellerin (francuska polityk pochodzenia koreańskiego), Charles de Courson (francuski polityk), Édouard Courtial (francuski polityk), Oumar Tatam Ly (malijski polityk), Jean-François Fallacher (prezes zarządu Orange Polska), André Fourçans (francuski ekonomista), Cécile Duflot (francuska polityk) i Enrique Barón Crespo (hiszpański prawnik i polityk).

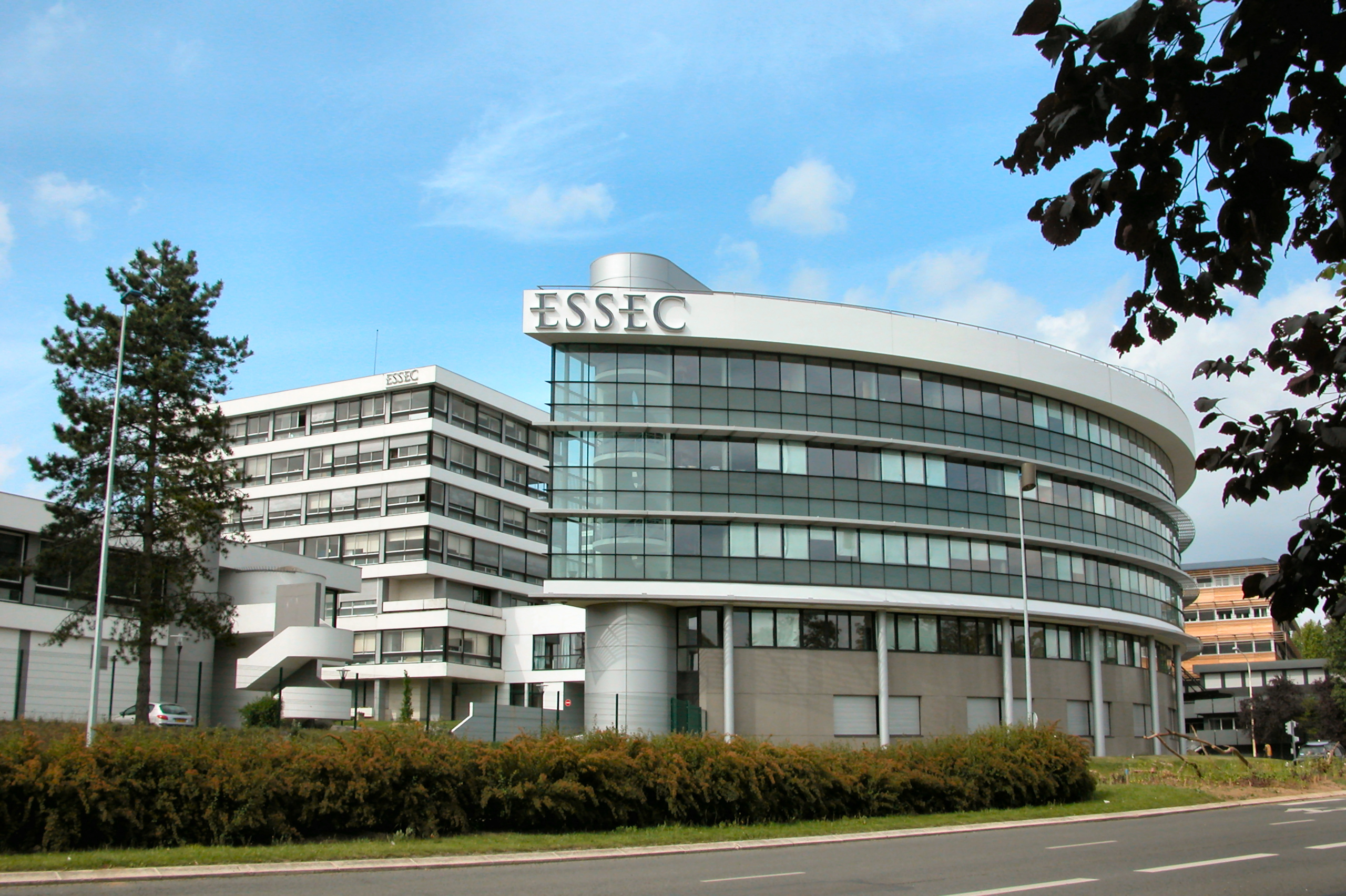
ESSEC campus